# الضباب (بعدان)

تعديل مصدري - تعديل

الضباب هي إحدى قرى عزلة بني منصور بمديرية بعدان التابعة لمحافظة إب، بلغ تعداد سكانها 78 نسمة حسب تعداد اليمن لعام 2004.